# جمشید نخجوانسکی
جمشید نخجوانسکی (ترکی آذربایجانی: Cəmşid Cəfərqulu oğlu Naxçıvanski; ۲۳ اوت ۱۸۹۵ – ۲۶ اوت ۱۹۳۸) فرد نظامی اهل امپراتوری روسیه بود.
او همچنین برندهٔ جوایزی همچون نشان پرچم سرخ کار و نشان آنای مقدس (سنت آنا) شده‌است.